# Брэдшоу, Бен
Бенджамин Питер Джеймс Брэдшоу (англ. Benjamin Peter James Bradshaw, род. 30 августа 1960 года, Лондон, Великобритания) — политик Великобритании от Лейбористской партии
Сын англиканского викария. С 1 мая 1997 года член Парламента Великобритании от округа в Эксетере. C 28 июня 2007 года младший министр здравоохранения, региональный министр по делам Юго-Запада, министр культуры, СМИ и спорта в правительстве Гордона Брауна, открытый гей, 24 июня 2006 года вступил в гражданское партнёрство с Нилом Далглейшем. Переизбран на выборах 2015 года.